# Stefan Dimitrow (dyplomata)
Stefan Dimitrow Dimitrow (bułg. Стефан Димитров Димитров; ur. 24 września 1966 w Sofii) – bułgarski dyplomata i urzędnik państwowy, ambasador w Czarnogórze, w kwietniu 2024 minister spraw zagranicznych.

## Życiorys
Ukończył szkołę średnią w Sofii, po czym odbył służbę wojskową. W latach 1987–1994 studiował na Universität Potsdam, uzyskując magisterium z nauk politycznych. W drugiej połowie lat 90. pracował m.in. jako urzędnik w ministerstwie spraw zagranicznych. W latach 1998–2009 był kierownikiem bułgarskiego wydawnictwa należącego do kompanii niemieckiej Klett Gruppe. Później do 2012 kierował bułgarskim biurem dyplomatycznym w Bonn. W 2013 był dyrektorem w agencji promocji małej i średniej przedsiębiorczości, po czym powrócił do pracy w MSZ. Pełnił m.in. funkcję tymczasowego kierownika konsulatu generalnego we Frankfurcie nad Menem. W latach 2020–2022 w strukturze resortu zarządzał dyrekcją do spraw dwustronnej współpracy w Europie. W styczniu 2023 został ambasadorem w Czarnogórze. W kwietniu 2024 objął urząd ministra spraw zagranicznych w technicznym rządzie Dimityra Gławczewa. Został odwołany na wniosek premiera jeszcze w tym samym miesiącu.